# Hector MX
Pour les articles homonymes, voir Hector (homonymie).
Le Hector MX est un micro-ordinateur de la marque Hector créé par la société Micronique et sorti en 1985. 
Il est identique au Hector HRX mais avec une ROM augmentée intégrant à la fois le Basic, l'assembleur et le forth.